# 長崎市立橘中学校
長崎市立橘中学校（ながさきしりつ たちばなちゅうがっこう、Nagasaki City Tachibana Junior High School）は、長崎県長崎市かき道四丁目にある公立中学校。略称「橘中」（たちばなちゅう）。

## 概要
歴史
矢上団地の開発で、東長崎地区の人口が著しく増加したことにより、1987年（昭和62年）に長崎市立橘小学校とともに新設された。2012年（平成24年）に創立25周年を迎えた。
校訓
「自立・敬愛・創造」
校章
「橘」（Tachibana）の頭文字である「T」と「中」の文字を組み合わせたものである。
校歌
1988年（昭和63年）に制定。作詞は永嶋寛延、作曲は指方浩による。歌詞は3番まであり、各番の最後に校名の「橘中学校」が登場する。
校区
長崎市立橘小学校校区、長崎市立戸石小学校校区。

## 沿革
- 1987年（昭和62年）
  - 1月1日 - 矢上団地内新設中学校（仮称）開設準備委員会が設置される。
  - 4月1日 - 「長崎市立橘中学校」（現校名）が開校。
  - 4月6日 - 開校式を挙行。1年4学級・2年4学級・3年4学級 計12学級、436名でのスタート。校区の改定により、長崎市立東長崎中学校より2・3年生の一部が転入。
  - 5月11日 - PTAが発足。
- 1988年（昭和63年）  
  - 2月1日 - 校歌を制定。
  - 3月1日 - 校旗・校章を制定。
- 1995年（平成7年）3月22日 - 校舎増築工事が完成。
- 1997年（平成9年）3月31日 - 武道場が完成。
- 2000年（平成12年）4月1日 - 特殊学級を1学級新設。
- 2003年（平成15年）4月1日 - 生徒棟1階通路が開通し、体育館までの渡り廊下が新設される。
- 2016年(平成28年)エレベーターが設置される。

## 部活動
運動部
- 野球部
- サッカー部
- バスケットボール部
- ソフトテニス部
- バドミントン部
- バレーボール部
- 陸上部
- 剣道部
- 柔道部
- 水泳部

文化部
- 吹奏楽部
- ハンドベル部
- 美術部

## アクセス
最寄りの鉄道駅
- JR九州 長崎本線 「現川駅」・「肥前古賀駅」

最寄りのバス停
- 長崎県営バス「東通り」
- 長崎県営バス・長崎バス[2] 「番所橋」

最寄りの国道・県道
- 国道34号
- 国道251号

## 周辺
- 矢上団地
- かき道ピノキオ保育園
- 長崎市立橘小学校
- 長崎市立戸石小学校
- 長崎市立矢上小学校
- 長崎市立東長崎中学校
- 長崎警察署橘交番（旧・矢上団地交番）
- 八郎川
- 橘湾

## 関連事項
- 長崎県中学校一覧